# HŽ serija 1142
HŽ serija 1142 (izvorna numeracija JŽ 442, nadimci Brena, Tiristorka) je električna lokomotiva Hrvatskih željeznica za sustav napajanja 25 kV 50 Hz. 
Lokomotive je između 1981. i 1989. godine izgradila tvrtka „Rade Končar“ za potrebe tadašnjih Jugoslavenskih željeznica. Riječ je prvoj električnoj lokomotivi koja je u potpunosti razvijena i proizvedena na području bivše Jugoslavije. Lokomotive serije 1142 najsnažnije su električne lokomotive u posjedu Hrvatskih željeznica.
Sve lokomotive serije HŽ 1142 nalaze se u posjedu HŽ Putničkog prijevoza te se koriste isključivo za vuču putničkih vlakova.

## Povijest

### Razvoj

#### 1977. – 1979.: Odluka o razvoju tiristorske lokomotive
Sredinom 1970-ih godina tvrtka “„Rade Končar“” iz Zagreba isticala se dugogodišnjim iskustvom uspješne proizvodnje više stotina monofaznih diodnih lokomotiva serije JŽ 441, koje su građene od 1966. godine po licenci švedske tvrtke ASEA za potrebe Jugoslavenskih željeznica. Razvojem tehnologije i rastućim zahtjevima u eksploataciji, na diodnim su se lokomotivama stalno razvijala poboljšanja te je krajem 1976. godine započela isporuka lokomotiva podserije JŽ 441-600, koje su mogle postizati brzinu od 140 km/h te su bile pogodne za vuču brzih vlakova na relaciji Zagreb – Beograd, čija je elektrifikacija dovršena početkom 1970-ih godina. Na temelju prethodnih iskustava iz proizvodnje lokomotiva serije JŽ 441, stručnjaci iz JŽ-a i tvrtke „Rade Končar“ pokrenuli su inicijativu za samostalni razvoj prve domaće serije električne lokomotive, čime bi se izbjegla potreba za uvozom strane tehnologije. U Zagrebu je od 21. do 22. lipnja 1977. godine održano prvo savjetovanje stručnjaka Jugoslavenskih željeznica i tvrtke „Rade Končar“, gdje je razmotreno idejno rješenje električne lokomotive. Nova generacija lokomotiva trebala je imati bolje performanse od postojećih diodnih lokomotiva serije JŽ 441. U skladu sa suvremenim svjetskim konceptima na području električne vuče, zaključeno je da monofazna lokomotiva s tiristorskom regulacijom napona predstavlja najpovoljnije rješenje.
U rujnu 1978. skupina inženjera Elektrotehničkog instituta izrađuje elaborat gdje je prikazana detaljna studija pojedinih tehničkih problema, kao i idejni projekt za novu tiristorsku lokomotivu. U Dubrovniku je 13. listopada 1978. godine održan sastanak između predstavnika Zajednice jugoslavenskih željeznica i „Rade Končara“ gdje je predstavljen projekt razvoja električne tiristorske lokomotive. Na konferenciji je potpisan Sporazum o tehničkoj i poslovnoj suradnji ZJŽ i „Rade Končara“ s ciljem razvoja suvremenih električnih željezničkih vučnih vozila. Osim daljnjeg unaprjeđenja diodnih lokomotiva, čija je proizvodnja otpočela još 1966. godine, u sporazumu je sadržana i odluka o razvoju i proizvodnji prototipa prve jugoslavenske električne lokomotive s tiristorskom regulacijom napona. Isporuka prototipa lokomotive bila je predviđena za kraj 1980. godine, nakon čega je planirana daljnja proizvodnja tri stotine tiristorskih lokomotiva za potrebe Jugoslavenskih željeznica, uz mogućnost sklapanja izvoznih poslova s inozemnim željezničkim poduzećima. Za voditelja projekta razvoja tiristorske lokomotive izabran je prof. Borivoje Rajković iz Elektrotehničkog instituta poduzeća „Rade Končar“. U financiranje razvoja tiristorske lokomotive bile su uključene sve podružnice ZJŽ-a osim ŽG-a Ljubljana, gdje zbog istosmjernog sustava elektrifikacije nova serija lokomotive ne bi bila primjenjiva za eksploataciju. Nositelji financiranja s ukupno 75% udjela sredstava bili su ŽTP Zagreb i ŽTP Beograd. Ugovor o zajedničkom financiranju potpisan je 27. studenog 1979. između „Rade Končara“ i sedam podružnica Jugoslavenskih željeznica.

#### 1979. – 1981.: Izrada prototipa
Razvoj tiristorske lokomotive započeo je paralelno s ispitivanjem i isporukom diodnih lokomotiva serije JŽ 441. U odnosu na diodne lokomotive, instalirana snaga tiristorske lokomotiva bila je približno 30% veća, uz povećanje vučnih značajki za više od 20%, kao i sposobnost trajne eksploatacije pri najvećoj brzini od 160 km/h. Nositelj projekta bila je tvrtka „Rade Končar“ iz Zagreba, uz niz kooperanata iz redova jugoslavenske industrije, koji su izvodili pojedine podsustava lokomotive. Sanduk lokomotive izgrađen je u radionici „Janko Gredelj“ iz Zagreba, za osnovni okvir bila je zadužena Mašinska industrija Niš, a visokonaponsku opremu lokomotive proizvela je tvrtka MINEL iz Beograda. Od uvoznih komponenata, okretna su postolja izrađena u tvrtci Thyssen iz Njemačke, dok je elektronika je nabavljena od švicarskog ABB-a. Tiristorska lokomotiva predstavljala je složeni elektroenergetski sustav čija je osnovna zadaća bila pretvorba električne energije u mehaničku.

##### Električni dio
Središnji dio lokomotive činio je glavni transformator, mase 10,5 t, horizontalno položen u kotao zajedno s prigušnicama za glađenje struje vučnih motora. Kod lokomotivskih transformatora poseban je izazov bio smještaj razmjerno velike snage unutar volumena, čija je veličina ograničena gabaritima lokomotivskog sanduka. Zbog minimalnih razmaka između dijelova pod naponom, gustoća struje bila je znatno veća nego u uobičajenih distributivnih transformatora, zbog čega je bilo nužno izvesti hlađenje na temelju prisilne cirkulacije ulja. Zadaća transformatora snage 6900 kVA jest napajanje četiri vučna motora, kao i svih pomoćnih pogona lokomotive. Za rješenje glavnog pretvarača preuzeta je koncepcija tiristorske lokomotive serije Rc4, koju je tvrtka ASEA izgradila za Švedske željeznice. Unutar središnjeg upravljačkog ormara smješteni su releji kao i pretvarači napajanja elektronike, impulsni uređaj te automatska regulacija elektromotornog pogona lokomotive. U usporedbi s biračem napona na diodnim lokomotivama, tiristorska tehnologija predstavljala je značajan napredak u pogledu fleksibilne regulacije pogona te brzine prilagodbe na promjene režima rada lokomotive.
Glavni pogon lokomotive sastojao se od dvije identične grupe s po dva vučna motora, dok se pretvarač, sastavljen od tiristorskih mostova, hladio prisilnom cirkulacijom ulja te zračno pomoću ventilatora. Ulazni parametar za projektiranje vučnih motora lokomotive bila je zadana nazivna snaga od 1100 kW, kakvom su raspolagali vučni motori najnovije generacije razvijeni u tvrtci ASEA. U usporedbi s vučnim motorima snage 770 kW ugrađivanim u diodne lokomotive serije JŽ 441, riječ je o povećanju snage od 40%, dok su sami gabariti motora zbog zadanih dimenzija Thyssenovog okretnog postolja ostali nepromijenjeni. Prva dva vučna motora za tiristorsku lokomotivu završena su i ispitana početkom rujna 1981., dok preostala dva motora slijede početkom listopada iste godine. Za ugradnju elektroničkih sklopova i uređaja odabran je sustav Combiflex švedske tvrtke ASEA, koji je prethodno već nalazio primjenu na diodnim lokomotivama.

##### Mehanički dio
Izgled tiristorske lokomotive uvelike se oslanjao na diodnu lokomotivu, s obzirom na to da su mehanički dijelovi obiju lokomotiva morali biti međusobno kompatibilni. Okretna postolja razvijena su na temelju postolja lokomotive serije 441, uz dodatna poboljšanja povećanjem mehaničke čvrstoće, kojom je osigurana stabilnost u vožnji kao i sigurnost od iskliznuća pri brzinama do 200 km/h. Osnovni okvir tiristorske lokomotive bio je istovjetan okviru diodne lokomotive te je izrađen u Mašinskoj industriji Niš. Projekt sanduka lokomotive izrađen je u Zavodu za tehnologiju proizvoda te Odjelu za dizajn tvrtke „Rade Končar“ u suradnji s radionicom „Janko Gredelj“ iz Zagreba. Elaborat o dizajnu tiristorske lokomotive, kojim je definiran oblik sanduka, bojanje oplate kao i rješenje upravljačnice lokomotive izradio je prof. Zlatko Kapetanović iz Odjela za dizajn. Vanjski oblik tiristorske lokomotive razlikovao se od diodne lokomotive. Karoserija je lagano iskošena, dok su staklene površine čelnih prozora znatno veće. Sama konstrukcija sanduka čvršća je i otpornija na moguće udarce. Središnji metalni stup između čelnih stakala dodatno je ojačan čelikom radi boljeg podnošenja sudara.
Bojanje oplate sanduka također je bilo drugačije u odnosu na diodnu lokomotivu, a u velikoj je mjeri određeno ulaznim parametrom da lokomotiva mora u magli biti uočljiva s udaljenosti do 200 metara. Upravljačnica je projektirana prema najsuvremenijih standardima, većina instrumenata smještena je na upravljačkom stolu te je lako dostupna strojovođi iz sjedećeg i stajaćeg položaja. Zbog pojačane buke uzrokovane vožnjom velikim brzinama, upravljačnica je dodatno zvučno izolirana. U suradnji sa strojovođama, u upravljačnicu je ugrađena suvremena prateća oprema poput hladnjaka, umivaonika, kuhala te rashladnog uređaja. Lokomotivski sanduk dovršen je u radionici „Janko Gredelj“ 31. listopada 1981., nakon čega je otpremljen u pogone „Rade Končara“, gdje će se vršiti završno sklapanje lokomotive.

#### 1981. – 1985.: Prezentacija prototipa i ispitivanje
U studenom 1981. pojedini podsustavi lokomotive kao što je glavni transformator, tiristorski ispravljač, vučni motori ili ormar elektronike bili su gotovi te je uslijedilo ispitivanje tzv. „rasutog modela“ glavnog pogona lokomotive u laboratorijima Instituta za elektrotehniku. „Rasuti model“ je u potpunosti izveden od izvorne opreme koja će kasnije biti ugrađena u prototip lokomotive. Pojedini sklopovi postupno su puštani u probni rad, a uočeni nedostaci uklanjani su na licu mjesta. Režimi vuče i kočenja lokomotive simulirani su pomoću jednog vučnog motora opterećenog odgovarajućim otpornicima. Također su ispitani osnovni sustavi upravljanja, zaštite i regulacije glavnog elektromotornog pogona lokomotive. Ispitivanje „rasutog modela“ lokomotive provelo je dvadesetak stručnjaka iz Elektrotehničkog instituta u iznimno kratkom roku te je isto završeno 14. prosinca 1981. Nakon uspješnog ispitivanja i uklanjanja svih uočenih nedostataka uslijedilo je završno sklapanje prototipa tiristorske lokomotive registarske oznake JŽ 442-001. Lokomotiva je svečano puštena u rad 26. prosinca 1981. godine te je prvi put pokrenuta istog dana u 12:20 sati na ispitnom kolosijeku unutar tvorničkog kruga „Rade Končara“.
Nakon prve vožnje na ispitnom kolosijeku prilikom svečane prezentacije lokomotive, uslijedila je priprema za eksploatacijska ispitivanja na otvorenoj pruzi, koja će potrajati sve do kraja 1982. godine. Nakon proboja glavnog transformatora izvršena je njegova rekonstrukcija, dok je ukupna masa lokomotive u konačnici svedena na manje od 84 t. Tehnički pregled lokomotive koji je izvršila Komisija JŽ za prototipsko ispitivanje završen je 25. studenog 1982. te je izdana suglasnost za izlazak na prugu u svrhu daljnjeg ispitivanja. Prva vožnja lokomotive 442-001 na otvorenoj pruzi bila je 24. studenog 1982., kad je povukla teretni vlak težine 2030 t od Ranžirnog kolodvora u Zagrebu do Koprivnice. Do 10. prosinca nastavljena su ispitivanja sa zaprežnom vučom teretnih vlakova na zagrebačkom željezničkom čvoru te relaciji Zagreb – Koprivnica. Od 15. do 17. prosinca na relaciji Zagreb – Novska – Rajić vršena su probna ispitivanja, gdje je lokomotiva za samo 1 minutu i 20 sekundi od pokretanja postigla brzinu od 183,7 km/h, čime je postavljen brzinski rekord za željeznička vučna vozila u Jugoslaviji.
U veljači 1983. eksploatacijska su ispitivanja nastavljena samostalnom vučom teretnih vlakova na relaciji Zagreb – Koprivnica te zaprežnom vučom putničkih i brzih vlakova na relaciji Zagreb – Beograd. U nastavku su lokomotive ispitane na najtežim dionicama pruga na mreži Jugoslavenskih željeznica. Vršena su isptitivanja adhezije i učinkovitosti protuklizne zaštite. Krajem ožujka lokomotiva 442-001 bila je na tipskim ispitivanjima na željezničkoj pruzi Beograd – Bar, gdje je obavljala vuču teretnih vlakova. Tijekom ispitivanja na brdskoj dionici pruge između Podgorice i Kolašina, uspješno su pokretani teretni vlakovi težine gotovo 800 t na usponima od 25 promila. Zahvaljujući tiristorskom upravljanju osovinama te regulaciji proklizavanja, lokomotiva 442-001 iskazala se boljim vučnim značajkama od šesteroosovinske električne lokomotive serije JŽ 461. U travnju 1983. ista ispitivanja odrađena su na pruzi Sarajevo – Ploče. Od 25. travnja 1983 lokomotiva je uključena u samostalni turnus na poslovnom vlaku 101 „Sava Express“ na relaciji Dobova – Beograd te ekspresnom vlaku 262 „Venezia Express“ na relaciji Beograd – Dobova.
U prosincu 1983., nakon što su odrađena prva eksploatacijska ispitivanja u vuči vlakova, lokomotiva 442-001 odvedena je na klimatska ispitivanja u istraživačkom centru ORE „Arsenal“ u Beču. Tijekom više od dva tjedna odrađen je niz ciklusa ispitavanja na suhu toplinu, insolaciju, toplinu s vlagom, izmjenu topline i hladnoće, ekstremno niske temperature te utjecaj snijega. Raspon temperatura na kojima su vršena ispitivanja kretao se od +45 °C –30 °C. Nakon uspješno odrađenih ispitivanja na ekstremne klimatske uvjete, nastavljena su eksploatacijska ispitivanja na otvorenoj pruzi. U razdoblju od 5. veljače do 10. ožujka 1984. lokomotiva 442-001 korištena je za vuču brzih vlakova na relaciji Beograd – Sarajevo za potrebe Zimskih olimpijskih igara u Sarajevu. Tada je nakon 108.000 kilometara probne eksploatacije zabilježen prvi kvar lokomotive. Na vlaku 151 u kolodvoru Ruma 10. veljače 1984. došlo je do proboja vučnog motora broj 1 uzrokovanog prodorom vode zbog velike količine snježnih padalina. Nakon utvrđivanja kvara u radionici u Rajlovcu kod Sarajeva, lokomotiva je pomoću preostala tri vučna motora samostalno otpremljena u Zagreb. Do travnja 1984. kvar na vučnom motoru uspješno je otklonjen te je do prosinca iste godine odrađeno pet samostalnih vožnji za ispitivanje lokomotive u turnusu putničkih vlakova. Lokomotiva je 6. prosinca 1984. demontracijskom vožnjom na relaciji Zagreb – Koprivnica – Zagreb predstavljena delegaciji Kineskih željeznica.
U razdoblju od 7. do 24. prosinca 1984. godine lokomotiva je ispitivana na poligonu u Kolinu kod Praga u tadašnjoj Čehoslovačkoj. Poligon je činilo 16 kilometara kružne pruge projektirane za najveću brzinu od 200 km/h. Lokomotiva je na poligonu testirana s trajnim stabilnim opterećenjem te je ostvarena najveća vučna sila od 35 tona. Ispitivanja su uspješno završena te se pokazalo da je novi glavni transformator prikladno dimenzioniran, izdržavši rigorozne režime rada pri višesatnoj izloženosti trajnom zagrijavanju. U siječnju 1985. izvršena su ispitivanja lokomotive na kratke spojeve na željezničkim kolodvorima u Dobovi i Velikoj Gorici. Od kraja veljače do svibnja 1985. godine lokomotiva je izbivala iz prometa zbog kvara izmjeničnog pretvarača. Tijekom ispitivanja zabilježena su četiri kvara koja su uzrokovala privremeno isključenje lokomotive iz prometa te devet manjih defekata otklonjenih na licu mjesta. U razdoblju probne eksploatacije prototipska tiristorska lokomotiva 442-001 odradila je 202.475 kilometara, od toga više od 85% u redovnom prometu.

### Serijska proizvodnja i isporuka Jugoslavenskim željeznicama
U Tuheljskim Toplicama je 5. srpnja 1985. održan stručni sastanak između predstavnika Jugoslavenskih željeznica i tvrtke „Rade Končar“, kojim je službeno završeno prototipsko ispitivanje tiristorske lokomotive. Na osnovi predočenih rezultata funkcionalnih i eksploatacijskih ispitivanja zaključeno je da lokomotiva zadovoljava sve uvjete kako bi dobila tipsko odobrenje za Jugoslavenske željeznice, što je bio ključni preduvjet za početak serijske proizvodnje. ŽTP Zagreb i „Rade Končar“ potpisali su 15. studenog 1985. godine ugovor o nabavi 15 tiristorskih električnih lokomotiva. Ukupna vrijednost ugovora iznosila je 20 milijardi tadašnjih jugoslavenskih dinara,  a osim nabave tiristorskih lokomotiva, ugovorena je i nabava daljnjih deset diodnih lokomotiva podserije 441-400 s elektrodinamičkom kočnicom. Nakon potpisivanja ugovora započeta je serijska proizvodnja lokomotiva serije JŽ 442. Isporuka prve lokomotive iz serijske proizvodnje trebala je biti 18 mjeseci od potpisa ugovora, nakon čega slijedi isporuka ostalih lokomotiva u dinamici od jedne do tri lokomotive mjesečno. Prva pokusna vožnja prve serijske lokomotive brojčane oznake 442-002 obavljena je 18. prosinca 1987. U svibnju 1988. izdano je rješenje o predaji u promet prototipske lokomotive brojčane oznake 442-001, kojim je utvrđeno da lokomotiva zadovoljava sve propise i postavljene zahtjeve te je u ŽTP-u Zagreb donesena odluka o konačnom otkupu lokomotive. Nakon šest mjeseci završnih ispitivanja, koja su obuhvaćala tipsko ispitivanje elektronike te otklanjanje problema vezanih uz pregrijavanje glavnog transformatora, ŽTP Zagreb 1. srpnja 1988. godine službeno preuzima prve tri lokomotive iz serijske proizvodnje.
U početku su lokomotive serije JŽ 442 isporučene s prijenosnim omjerom koji je omogućavao najveću voznu brzinu od 120 km/h. Nakon što je željeznička pruga Zagreb – Beograd remontirana te je brzina prometovanja povećana na 160 km/h, već isporučene lokomotive povučene su iz prometa te naknadno opremljene odgovarajućim reduktorima za brzinu od 160 km/h. Tijekom 1989. godine lokomotiva brojčane oznake 442-008 bila je na opsežnim ispitivanjima na mreži Bugarskih željeznica, u pratnji skupine od tridesetak inženjera iz „Rade Končara“. Unatoč izvrsnim rezultatima ispitivanja, gdje je zadovoljila sve vučne zadaće na najzahtjevnijim dionicama pruga, Bugarske su željeznice zbog nedostatka financijskih sredstava bile primorane odustati od nabave lokomotiva. Posljednja, šesnaesta tiristorska lokomotiva brojčane oznake 442-016 isporučena je ŽTP-u Zagreb 20. studenog 1989. Bila je to ujedno i posljednja električna lokomotiva koju je tvrtka „Rade Končar“ izgradila za potrebe Jugoslavenskih željeznica. Iako su se pojedine podružnice JŽ-a temeljem samoupravnih sporazuma obvezale na daljnju nabavu tiristorskih lokomotiva, zbog ratnih okolnosti i raspada Jugoslavije proizvodnja je obustavljena te su lokomotive isporučene isključivo zagrebačkom ŽTP-u. Za vrijeme službe na Jugoslavenskim željeznicama, lokomotive serije 442 pretežito su korištene za vuču brzih i poslovnih vlakova na relaciji Zagreb – Beograd, među kojima se posebno isticao poslovni vlak P 120/1 „Antun Gustav Matoš“, čije je vozno vrijeme za udaljenost od 412 kilometara iznosilo svega 3 sata i 50 minuta. Režim brze vuče potrajao je do sredine 1991. godine i početka Domovinskog rata, kad je prekinut sav željeznički promet između Zagreba i Beograda.

### U službi Hrvatskih željeznica
Hrvatske željeznice naslijedile su od bivšeg ŽTP-a Zagreb svih 16 lokomotiva serije JŽ 442, kojima je dodijeljena brojčana oznaka HŽ 1142. Nakon oslobođenja okupiranih područja zapadne Slavonije početkom svibnja 1995., ponovno su korištene za vuču putničkih i brzih vlakova na relaciji Zagreb – Vinkovci. Prva serijska lokomotiva brojčane oznake 1142 002 uništena je 16. kolovoza 1995. u naletu na minu u blizini stajališta Donja Vrba na dionici pruge između Slavonskog Broda i Zadubravlja. U razdoblju od svibnja 1994. do svibnja 1997. godine tri su lokomotive serije 1142 korištene za izravnu vuču međunarodnih brzih vlakova na relaciji Zagreb – Budimpešta. Za vožnju na mreži Mađarskih željeznica (MÁV) lokomotive su opremljene sigurnosnim sustavom ATP te dodatnim oduzimačima struje prilagođenim mađarskom sustavu elektrifikacije. Nakon odustajanja od zajedničke vuče, sve tri lokomotive iznajmljene su MÁV-u na tri godine. U lipnju 2000. ugovor o najmu je produljen te su iznajmljene dodatne dvije lokomotive u svrhu podmirenja dugovanja Hrvatskih željeznica MÁV-u. Za vrijeme službe na Mađarskim željeznicama, lokomotive su bile u posjedu jedinice za vuču vlakova Dombóvár te su osim za međunarodne brze vlakove korištene i za vuču putničkih vlakova unutar Mađarske.
U posjedu HŽ Vuče vlakova nalazilo se ukupno 15 lokomotiva serije 1142, koje su do kraja 2012. godine korištene za vuču brzih, putničkih te povremeno i teretnih vlakova, pretežito na ravničarskim prugama na području Slavonije. Nakon ukinuća društva HŽ Vuča vlakova d.o.o. lokomotive dolaze u posjed HŽ Putničkog prijevoza te se od tada koriste isključivo za vuču putničkih vlakova. Izmjenom sustava električne vuče na dionici pruge između Moravica i Rijeke s dotadašnjeg istosmjernog napona od 3kV na standardni izmjenični napon od 25 kV u prosincu 2012. godine, lokomotive serije 1142 također se koriste za vuču putničkih i brzih vlakova na relaciji Zagreb – Rijeka. Glavno područje službe ovih lokomotiva bila je i dalje vuča međunarodnih i brzih vlakova između Zagreba i Vinkovaca, gdje na pojedinim dionicama pruge razvijaju i svoju najveću brzinu od 160 km/h.

#### 2017.: Modernizacija lokomotiva HŽ Putničkog prijevoza
U rujnu 2016. potpisan je s tvrtkom Končar – Električna vozila ugovor za veliki popravak i modernizaciju tri električne lokomotive serije 1142. U sklopu modernizacije primijenjen je niz tehnoloških rješenja u svrhu smanjenja troškova eksploatacije te poboljšanja uvjeta rada strojnog osoblja. Sustav upravljanja i regulacije zamijenjen je novim mikroprocesorskim upravljanjem na temelju računala. Upravljačnica je rekonstruirana i prilagođena suvremenim standardima. Ugrađeni su novi elementi za upravljanje pneumatskom kočnicom, novi kompresor i sušač zraka, kao i novi sustav mjerenja i regulacije brzine te potrošnje energije. Retrovizori su zamijenjeni četirima retrovizorskim video kamerama, a postojeća čeona svjetla zamijenjena su novom inačicom u LED tehnologiji. Primijenjeno je i novo rješenje bojanja oplate lokomotive, u skladu s važećim vizualnim identitetom HŽ Putničkog prijevoza uvedenim u travnju 2015. Modernizirana lokomotiva brojčane oznake 1142 008 predstavljena 30. svibnja 2017. u tvorničkom krugu tvrtke Končar – Električna vozila. Nakon niza probnih vožnji i ispitivanja, prva lokomotiva isporučena je HŽ Putničkom prijevozu u srpnju iste godine. Druga modernizirana lokomotiva brojčane oznake 1142 007 uslijedit će dva mjeseca kasnije. U jesen 2017. na modernizaciju je upućena treća lokomotiva brojčane oznake 1142 009, koja je nakon odrađenog velikog popravka isporučena u svibnju 2018. godine.

## Tehničke značajke
Lokomotive ove serije imaju četiri osovine, pojedinačni osovinski pogon i osovinski raspored Bo’Bo’. Glavni pogon lokomotive podijeljen je na dvije jednake elektromotorne jedinice s po dva vučna motora tipske oznake IVK 644-8 i nazivne snage 1100 kW. Vučni motori napajani su preko dva serijski spojena, poluupravljiva tiristorska mosta te pojedinačnih prigušnica za glađenje ispravljene struje. Nazivna brzina vrtnje vučnog motora iznosi 1105 okretaja u minuti, uz najveću ostvarenu brzinu vrtnje od 1940 okretaja u minuti. Nazivni napon vučnog motora iznosi 870 V, uz jakost struje od 1330 A.
Središnji dio električne opreme lokomotive jest glavni transformator snage 6900 kVA, koji osigurava struju za napajanje glavnog elektromotornog pogona lokomotive. Pomoćni elektromotorni pogon služi za napajanje ventilatora za zračno hlađenje glavnog pretvarača te pokreće prisilnu cirkulaciju ulja za hlađenje glavnoga transformatora i pretvarača. U pomoćnom pogonu koriste se trofazni asinkroni motori napajani iz tiristorskog pretvarača jednofaznog napona. Visokonaponsku krovnu opremu lokomotive čine oduzimači struje, rastavljač s uzemljenjem, glavni prekidač, mjerni transformatori te potporni izolatori.
Mehanički dio lokomotive sastoji se od po dva dvoosovinska okretna postolja projektirana za najveću brzinu do 200 km/h, osnovnog okvira te lokomotivskog sanduka. Osnovni okvir istovjetan je okviru na lokomotivi serije HŽ 1141. Lokomotiva je opremljena dvama upravljačnicama smještenim na krajevima sanduka, dok se unutar središnjeg dijela sanduka nalazi strojarnica s električnom opremom lokomotive. Oblik upravljačkog stola omogućava vožnju u stajaćem i sjedećem položaju. Veći dio upravljačke opreme kao što je ručica kontrolera ili preklopka smjera vožnje smješten je neposredno uz radno mjesto strojovođe.

## Vanjski izgled lokomotiva
Lokomotive serije 1142 tijekom prvih tri desetljeća službe doživjele su tek neznatne promjene vanjskog izgleda. Izvorno bojanje lokomotiva bilo je jedinstveno u voznom parku tadašnjih Jugoslavenskih željeznica te je u velikoj mjeri uvjetovano zahtjevom da lokomotiva mora biti uočljiva s udaljenosti od 200 metara po magli, zbog čega su u novom rješenju pretežito korištene boje iz toplog dijela spektra. Krov i donji dio sanduka obojani su u crveno, dok je gornji dio sanduka žute boje. Osnovni okvir lokomotive tamnocrvene je boje, a postolja i odbojnici obojani su u crno. Sredinom sanduka lokomotive te njegovim gornjim i donjim rubom prolaze bijele ukrasne trake s tamnocrvenim obrubom. Središnja ukrasna traka na čelu lokomotive bila je prekinuta slikovnim znakom Jugoslavenskih željeznica. Brojčane oznake lokomotive smještene su iznad odbojnika u gornjem lijevom i desnom kutu čeonog dijela osnovnog okvira. Na sredini bočnih strana sanduka bijelom bojom na crvenoj podlozi otisnut je latinični natpis „Jugoslavenske željeznice“, kojim su obilježavane sve električne lokomotive u posjedu ŽTP-a Zagreb.
Nakon prijelaza u posjed Hrvatskih željeznica, lokomotive serije 1142 jedina su vučna vozila koja su zadržala svoje izvorno bojanje. Slikovni znak JŽ-a zamijenjen je logotipom Hrvatskih željeznica, a brojčana oznaka na čelu lokomotive uvećana je i pomaknuta na sredinu. Natpisi „Jugoslavenske željeznice“ na bočnim stranama sanduka uklonjeni su i zamijenjeni rednim brojem lokomotive, a kasnije je kod nekih lokomotiva na istom mjestu otisnut natpis „HŽ Vuča vlakova“.
Prvu značajnu promjenu vanjskog izgleda lokomotive serije 1142 doživjele su tijekom 2017. godine, nepunih trideset godina nakon puštanja u promet. Na lokomotivi brojčane oznake 1142 008 odrađen je veliki popravak i modernizacija te je tom prilikom po prvi put primijenjeno novo rješenje bojanja oplate, u skladu osnovnim elementima vizualnog identiteta HŽ Putničkog prijevoza iz travnja 2015. U novom službenom bojanju, koje se primjenjuje isključivo za električne lokomotive serije 1142, sanduk i krov obojani su u crvenu boju, dok su okvir, postolja i odbojnici crni. Na čelu lokomotive slikovni je znak Hrvatskih željeznica zamijenjen tekstualnim logotipom HŽPP, a na sredini bočnih strana sanduka bijelom je bojom otisnut natpis „HŽ Putnički prijevoz“. Uz gornji i donji rub sanduka prolaze bijele ukrasne trake s kružnim završecima, preuzetim iz slikovnog znaka HŽ Putničkog prijevoza. Kućište za reflektore crne je boje, jednako kao i obrub čeonih prozora.
Do početka 2018. godine nova inačica službenog bojanja primijenjena je na dvije modernizirane lokomotive serije 1142.

## Stanje i razmještaj
Trenutno se u inventarskom parku HŽ Putničkog prijevoza nalazi 15 lokomotiva serije 1142. Sve lokomotive su u voznom stanju te se nalaze u posjedu regionalne jedinice HŽ Putničkog prijevoza Zagreb.
Koriste se za vuču putničkih, ubrzanih i brzih vlakova te redovito prometuju na sljedećim relacijama:
- Zagreb – Vinkovci
- Dobova – Zagreb
- Vinkovci – Tovarnik – Šid
- Zagreb – Koprivnica – Gyékényes

## Zanimljivosti
Željezničari zagrebačkog ŽTP-a tiristorskoj su lokomotivi nadjenuli nadimak “Štefica”, jer je svećano puštena u rad 26. prosinca 1981., na blagdan sv. Stjepana. Nadimak se nije zadržao te je nakon nekog vremena među strojovođama prevladao novi naziv “Brena”, prema pjevačici Lepoj Breni, koja je tijekom 1980-ih godina na području čitave Jugoslavije uživala iznimnu popularnost. Pored “Brene”, uvriježio se i izvorni nadimak “Tiristorka”, kojeg su nadjenuli ljudi iz “Končara” još za vrijeme razvoja lokomotive.
Pretpostavljalo se da je pjesma 442 do Beograda beogradskog glazbenika Momčila Bajagića-Bajage nazvana po istoimenoj lokomotivi, čija je komercijalna eksploatacija na relaciji Zagreb – Beograd započela približno u isto vrijeme kad je pjesma napisana. Ipak, Bajaga je u intervjuu iz 2014. godine razriješio sve sumnje oko naslova pjesme, kazavši kako je broj „442“ odabran proizvoljno te ne sadržava nikakvo specifično značenje.
Lokomotiva brojčane oznake 1142 001 (izvorno 442-001) još uvijek drži brzinski rekord za željeznička vozila u Hrvatskoj, koji je postavljen u prosincu 1983. godine na dionici Novska – Rajić te iznosi 183,7 km/h.